# Трикорфо
Трикорфо (грч. Τρίκορφο) је насељено место у општини Гребен у периферији Западна Македонија, Грчка. Према попису из 2021. године било је 16 становника.
Према бугарском географу и историчару, Василу Канчову, у Трикорфу је 1900. године живело 150 Грка. Село се раније звало Тричико.